# 数学原理
《数学原理》（缩写PM）是由伯特兰·罗素与他的老师阿尔弗雷德·诺思·怀特黑德合著的一本数学书籍，书籍共分三卷，分别出版于1910年，1912年，1913年。

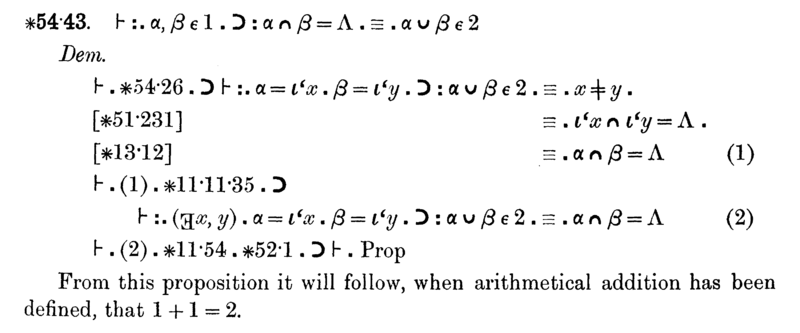
✸54.43:
“从这个命题可推导出——假设算术加法已被定义——1 + 1 = 2。”卷I，第1版，379页（第二版的362页，删节版的360页）。全证明实际上是在卷II，第1版，86页完成的，并辅以注释“上述命题只是偶尔有用”、“在✱113.66和✱120.123.472的证明中至少用到了三次”

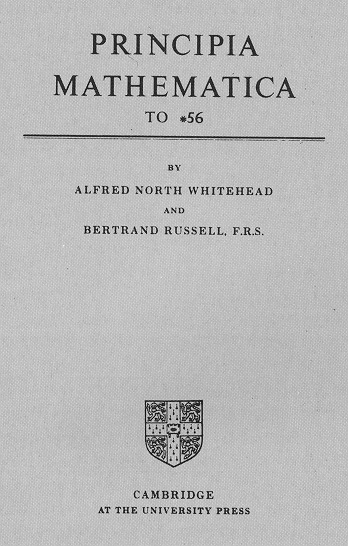
精简版《数学原理》（至✱56）的封面

它通常缩写為PM (Principia Mathematica)，為表述所有数学真理在一组数理逻辑內的公理和推理规则下，原则上都是可以证明的。因此这一雄心勃勃的项目對於数学史和哲学史都是非常重要的，然而在1931年，哥德尔不完备性定理证明對於数学原理或其他任何類似的尝试，这个崇高的目标皆永远无法达到；也就是说，任何尝试以一组公理和推理规则來建立的数学系統，不是不自洽，就是不完備 (即存在一些数学真理不能由此系統推理演绎出來)。
数学原理的一个主要的灵感和动机来自于逻辑学家戈特洛布·弗雷格的工作，但伯特兰·罗素发现其允许建设有矛盾的集合（罗素悖论）。数学原理排除无限制创建任意的集合來试图避免这个问题，它以不同“类型”的集合來取代一般的集合，一组特定类型的集合只能包含套較低的类型。然而在当代数学，會使用如Zermelo-Fraenkel的集合理论体系，來避免如罗素的笨拙方式。
现代图书馆將此書排在二十世纪英文非虚构书籍中的第23名。

## 覆盖范围
原书仅囊括集合论、基数、序数和实数，并没有包括实分析等复杂定理。然而，前三卷所设基础已令许多读者相信，从理论上来说，书中所用的形式逻辑可以用来推导出绝大多数的已知数学定理，但其实际工作的繁琐程度亦显而易见。
作者原本筹划撰写涵盖几何的第四卷，但在完成第三卷后，作者灵感匮乏，未能成书。

## 理论基础
由于在理论上由库尔特·哥德尔（下同）的批评指出，不同于形式主义理论，PM的“logicistic”理论有没有“形式主义的语法明确说明”。另一种看法是，在理论上，（在模型论的意义上）解释的真值的符号的行为来表述“⊢”（真理断言），“〜”（逻辑非）和“V”（逻辑或）。
真值：PM嵌入“真”和“假”的概念，“原始命题”的概念。原料（纯）形式主义理论所不能提供形成了“原始命题”诚，符号本身可能是绝对武断和陌生的符号的含义。该理论将符号行为也只是如何基于理论的语法指定。再后来，通过“价值”的分配，模式将指定什么公式说的解释。因此，在正式的克莱尼符号下方设置，“解释”什么样的符号通常是指，并暗示他们如何最终被采用，在括号内，例如，“¬（不）”。但是，这不是一个纯粹的形式主义理论。

### 正式的理论的当代建构
下面的形式主义理论是作为对比PM的logicistic理论。一个现代的形式系统将构造如下：
使用的符号：该组是开始集合，其它符号可以出现，而是仅由从这些开始码的定义。起始组可能是Kleene从中导出的以下一组：逻辑符号“→”（意味着，IF-THEN“⊃”），“＆”（和）中，“V”（或），“¬”（不） “∀”（所有），“∃”（存在）;谓词符号“=”（等于）;函数符号“+”（算术加法），“∙”（算术乘法），“'”（继任者）;个别符号“0”（零）;变量“一”，“B”，“C”等;和括号“（”和“）”。
符号串：该理论将通过串联（并列）建立这些符号的“弦”.
形成规则：理论指定的语法规则（语法规则），通常为以“0”开头，并指定如何建立可接受的字符串或“合式公式”（Wff）递归定义这包括对于所谓的“变量”（相对于其他符号类型）中的符号串的规则对“替代”。
变换规则（S）：指定符号和符号序列的行为的公理。
推理，支队规则，肯定前件：允许理论从“前提”，导致到了“分离”一个“结论”的规则，并随后放弃“处所”（符号到行的左边│或符号线之上，如果水平）。如果不是这种情况，那么取代会导致在必须进行前向越来越长的字符串。事实上，假言推理的应用程序后，没有什么是离开，但结论，剩下的永远消失。
当代理论往往指定为第一公理古典或假言推理或“脱离规则”：
A，A⊃乙│乙
符号“│”通常写为水平线，这里“⊃”是指“意味着”。符号A和B是“替身”的字符串;这种形式的符号被称为“公理模式”（即，有一种特殊形式的符号可以采取可数）。这可以读取类似的方式IF-THEN但有区别：给定的符号串IF A和A蕴涵B，那么B（并保留进一步使用仅B）。但符号都没有“解释”（例如，没有“真值表”或“真值”或“真理功能”）和假言推理机制上进行，由单独的语法。

### 构成
PM理论既有相似之处显著，以及类似的差异，当代形式理论。克林指出，“这种演绎的数学与逻辑提供了直观希尔伯特的公理被设计成相信，或者至少被接受为关于世界的假设合理的。”事实上，PM理论不像形式主义理论，即操纵符号根据语法规则，PM引入了“真值”的概念，即在现实世界意义的真理和谬误，以及“断言真相”几乎立即作为理论结构的第五和第六元素（PM 1962：4-36）：

## 版本差异
卷I有五个新增：
- 附录A,编号为8.15新增谢费尔竖线
- 附录B,编号为* 89,讨论感应没有还原性的公理
- 附录C、8页讨论命题函数
- 8页的列表定义最后,给急需的索引使用的大约500个符号。
- 1962年杯发表缩短平装版包含部分的第二版的卷I:新介绍,正文* 56,和附录a和C。